# Pavla Schorná-Matyášová
Pavla Schorná-Matyášová, née Matyášová le 14 janvier 1980 à Ostrava, est une biathlète d'été et coureuse de fond tchèque spécialisée en course en montagne. Elle a remporté trois titres de championne d'Europe de biathlon d'été en sprint et poursuite et a remporté la médaille d'argent en relais mixte aux championnats du monde de biathlon d'été 2006. Elle est également championne du monde 2017 de Target Sprint en relais mixte et a remporté la médaille de bronze aux championnats d'Europe de course en montagne 2012.

## Biographie
Pavla s'initie au biathlon d'été dès l'âge de neuf ans. Elle s'essaie également au biathlon mais les conditions hivernales peu enneigées à Ostrava ne lui permettent pas de pratiquer ce sport et elle se concentre sur la variante estivale,.
Pavla remporte ses premiers succès en 2002, en décrochant notamment la médaille de bronze en relais lors des championnats du monde de biathlon d'été à domicile, à Jablonec nad Nisou. Meilleure coureuse que tireuse, son coach lui suggère d'essayer de se qualifier pour les championnats d'Europe de course en montagne 2002, ce qu'elle réussit avec succès en remportant la course de sélection. Elle termine treizième des championnats et remporte la médaille d'argent par équipes avec Anna Pichrtová et Pavla Rozkovcová.
Elle connaît une bonne saison 2006. En août, lors des championnats d'Europe de biathlon d'été à Cēsis, elle effectue une excellente course sprint pour remporter sa première médaille individuelle derrière Nadezhda Starik, puis remporte à nouveau le bronze en relais mixte. Le 8 septembre, elle effectue un départ canon dans l'épreuve du relais mixte aux championnats du monde de biathlon d'été à Oufa. Prenant trente secondes d'avance sur l'équipe russe. Le dernier relayeur, Ondřej Moravec, devant effectuer deux tours de pénalité, l'équipe tchèque termine sur la deuxième marche du podium.
Le 24 mai 2008, elle profite de l'absence d'Anna Pichrtová qui tente de se qualifier pour le marathon des Jeux olympiques, et d'Iva Milesová, blessée, pour s'imposer lors des championnats de République tchèque de course en montagne à Ostravice. Lors des championnats d'Europe de biathlon d'été à Bansko, elle est la seule capable de rivaliser avec les Russes ultra-dominatrices. Elle remporte la médaille de bronze en sprint derrière Jekaterina Sidorenko et Nadezda Starik. Elle remporte également l'argent en relais mixte avec Luboš Schorný. Elle épouse ensuite ce dernier et le couple déménage dans le hameau de Dobrotín à côté de Staré Město pod Landštejnem afin de bénéficier de meilleures conditions pour leur entraînement quotidien.
Les championnats du monde abandonnant les épreuves de cross à partir de 2010, elle décide de ne plus y participer, n'appréciant pas la compétition à rollerski. Pour prouver son point, elle fait étalage de son talent dans la discipline du biathlon cross lors des championnats d'Europe 2011 à Martello. Elle domine l'épreuve de sprint pour remporter son premier titre. Prenant l'avantage dans l'épreuve de poursuite, elle creuse l'écart en tête pour contenir les attaques de la Russe Natalia Solovyeva. Malgré trois ratés dans le dernier tir, elle conserve la tête et remporte son second titre. Elle conclut sa moisson de médailles en décrochant le bronze dans le relais mixte,.
Le 24 mars 2012, elle remporte le titre de championne de Tchéquie de cross et sans le savoir, décroche son ticket pour les championnats d'Europe de cross-country 2012. Le 7 juillet, elle prend le départ des championnats d'Europe de course en montagne à Pamukkale. Alors que les Anglaises Mary Wilkinson et Emma Clayton prennent un départ rapide, le groupe de poursuivantes dont elle fait partie les rattrape dans le second tour. L'ordre du podium se décide dans un mouchoir de poche. Monika Fürholz franchit la ligne d'arrivée la première, neuf secondes devant Nadezhda Leshchinskaia. Pavla s'empare du bronze à quatre secondes derrière la Russe. Le 9 décembre, elle se classe 40e des championnats d'Europe de cross-country à Szentendre.
Elle remporte la médaille d'argent sur l'épreuve du sprint lors des championnats d'Europe de biathlon d'été 2013 à Haanja, battue par Judith Wagner. Elle prend sa revanche sur l'allemande le lendemain sur l'épreuve de la poursuite en remportant son troisième titre européen.
Avec la disparition des championnats d'Europe de biathlon d'été en 2014, elle se concentre davantage sur la course en montagne. Elle s'intéresse néanmoins à la nouvelle discipline de l'ISSF, le Target Sprint, inspirée du biathlon cross. Elle participe à la manche de Munich de la Coupe du monde de tir de l'ISSF le 31 mai 2015 et termine deuxième derrière Judith Wagner.
Elle connaît une excellente saison 2017. Le 20 mai, elle prend un départ prudent lors des championnats de Tchéquie de course en montagne. Suivant Lucia Maršánová, elle hausse le rythme lorsque le parcours change de la route au sentier et prend les commandes. Elle s'impose aisément et remporte son troisième titre national. Elle décroche ensuite les troisièmes places à la montée du Grand Ballon et à la course de Šmarna Gora, lui permettant de terminer à la troisième place de la Coupe du monde de course en montagne. En juin, elle prend part à l'édition inaugurale des championnats du monde de Target Sprint à Suhl. Elle manque la finale de l'épreuve individuelle en terminant cinquième des qualifications mais effectue ensuite une excellente course de relais féminin pour remporter la médaille de bronze. Elle conclut les championnats en beauté en remportant le titre sur le relais mixte avec Tomáš Bystřický.

## Palmarès en biathlon d'été

### Championnats du monde
| Mondiaux \ Épreuve      | Sprint | Poursuite | Mass start                       | Relais                           | Relais mixte                     |
| 2002 Jablonec nad Nisou | 5e     | 12e       | Épreuve inexistante à cette date | Médaille de bronze, monde        | Épreuve inexistante à cette date |
| 2003 Forni Avoltri      | 5e     | 7e        | 12e                              | DNF                              | Épreuve inexistante à cette date |
| 2004 Osrblie            | 7e     | 11e       | 17e                              | -                                | Épreuve inexistante à cette date |
| 2005 Muonio             | 5e     | 7e        | 7e                               | Médaille de bronze, monde        | Épreuve inexistante à cette date |
| 2006 Oufa               | 8e     | 6e        | -                                | Épreuve inexistante à cette date | Médaille d'argent, monde         |
| 2007 Otepää             | 6e     | -         | 7e                               | Épreuve inexistante à cette date | Médaille de bronze, monde        |
| 2008 Haute-Maurienne    | 7e     | 8e        | Épreuve inexistante à cette date | Épreuve inexistante à cette date | Épreuve inexistante à cette date |

Légende :
- : première place, médaille d'or
- : deuxième place, médaille d'argent
- : troisième place, médaille de bronze
- : pas d'épreuve
- — : non disputée par Schorná-Matyášová
- DNF : abandon

### Championnats d'Europe
| Européens \ Épreuve        | Sprint                     | Poursuite                        | Mass start                       | Relais mixte               |
| 2004 Clausthal-Zellerfeld  | 5e                         | 7e                               | Épreuve inexistante à cette date | 4e                         |
| 2005 Bystřice pod Hostýnem | ?                          | Épreuve inexistante à cette date | ?                                | Médaille de bronze, Europe |
| 2006 Cēsis                 | Médaille d'argent, Europe  | Épreuve inexistante à cette date | 4e                               | Médaille de bronze, monde  |
| 2007 Tysovets              | 5e                         | Épreuve inexistante à cette date | 5e                               | Médaille de bronze, monde  |
| 2008 Bansko                | Médaille de bronze, Europe | Épreuve inexistante à cette date | 5e                               | Médaille de bronze, Europe |
| 2010 Osrblie               | 5e                         | 4e                               | Épreuve inexistante à cette date | 4e                         |
| 2011 Martello              | Médaille d'or, Europe      | Médaille d'or, Europe            | Épreuve inexistante à cette date | Médaille de bronze, Europe |
| 2012 Osrblie               | 6e                         | 4e                               | Épreuve inexistante à cette date | 4e                         |
| 2013 Haanja                | Médaille d'argent, Europe  | Médaille d'or, Europe            | Épreuve inexistante à cette date | 7e                         |

Légende :
- : première place, médaille d'or
- : deuxième place, médaille d'argent
- : troisième place, médaille de bronze
- : pas d'épreuve
- — : non disputée par Schorná-Matyášová
- DNF : abandon

## Palmarès en athlétisme

### Course en montagne
| no  | féminin            | Course                                                   | Longueur | Départ            | Temps           |
| --- | ------------------ | -------------------------------------------------------- | -------- | ----------------- | --------------- |
| 31e | Médaille d'argent  | Course de montagne du Grossglockner                      | 13,4 km  | 15 juillet 2007   | 1 h 29 min 43 s |
| 27e | Médaille d'or      | Championnats de République tchèque de course en montagne | 8,9 km   | 24 mai 2008       | 56 min 44 s     |
| 6e  | 6e                 | Championnats d'Europe de course en montagne              | 8,5 km   | 10 juillet 2011   | 50 min 10 s     |
| 31e | Médaille de bronze | Course de Šmarna Gora                                    | 10 km    | 1er octobre 2011  | 51 min 41 s     |
| 3e  | Médaille de bronze | Championnats d'Europe de course en montagne              | 8,3 km   | 7 juillet 2012    | 40 min 7 s      |
| 1re | Médaille d'or      | Trophée Vanoni                                           | 5 km     | 21 octobre 2012   | 21 min 41 s     |
| 2e  | Médaille d'argent  | Trophée Vanoni                                           | 5 km     | 26 octobre 2014   | 21 min 59 s     |
| 7e  | 7e                 | Championnats d'Europe de course en montagne              | 8,25 km  | 4 juillet 2015    | 55 min 10 s     |
| 7e  | 7e                 | Championnats du monde de course en montagne              | 8,9 km   | 19 septembre 2015 | 39 min 40 s     |
| 28e | Médaille d'argent  | Neirivue-Moléson                                         | 10,6 km  | 19 juin 2016      | 1 h 14 min 41 s |
| 4e  | 4e                 | Championnats d'Europe de course en montagne              | 8,54 km  | 2 juillet 2016    | 44 min 31 s     |
| 1re | Médaille d'or      | Championnats de Tchéquie de course en montagne           | 9,5 km   | 6 août 2016       | 51 min 1 s      |
| 1re | Médaille d'or      | Trophée Vanoni                                           | 5 km     | 23 octobre 2016   | 21 min 50 s     |
| 26e | Médaille d'or      | Championnats de Tchéquie de course en montagne           | 9,5 km   | 20 mai 2017       | 50 min 12 s     |
| 4e  | Médaille de bronze | Montée du Grand Ballon                                   | 9 km     | 11 juin 2017      | 52 min 41 s     |
| 39e | Médaille de bronze | Neirivue-Moléson                                         | 10,6 km  | 19 juin 2017      | 1 h 13 min 36 s |
| 10e | 10e                | Championnats du monde de course en montagne              | 13 km    | 30 juillet 2017   | 1 h 8 min 53 s  |
| 36e | Médaille de bronze | Course de Šmarna Gora                                    | 10 km    | 7 octobre 2017    | 51 min 56 s     |
| 3e  | Médaille de bronze | Trophée Vanoni                                           | 5 km     | 22 octobre 2017   | 22 min 56 s     |
| 39e | Médaille de bronze | Neirivue-Moléson                                         | 11,2 km  | 18 juin 2018      | 1 h 17 min 40 s |
| 35e | Médaille d'argent  | Course de montagne du Grossglockner                      | 13,4 km  | 15 juillet 2018   | 1 h 30 min 38 s |
| 27e | Médaille de bronze | Semi-marathon de Krkonoše                                | 21 km    | 15 août 2021      | 1 h 52 min 45 s |

### Cross
| Année | Compétition                       | Lieu             | Place | Épreuve       | Temps       |
| ----- | --------------------------------- | ---------------- | ----- | ------------- | ----------- |
| 2012  | Championnats de Tchéquie de cross | Střelské Hoštice | 1re   | Cross-country | 21 min 41 s |

## Palmarès en Target Sprint
- Championnats du monde de Target Sprint 2017
  -  en relais mixte
  -  en relais féminin

## Records
| Épreuve       | Performance    | Date          | Lieu     |
| ------------- | -------------- | ------------- | -------- |
| 10 kilomètres | 34 min 12 s    | 5 avril 2015  | Rožmitál |
| Semi-marathon | 1 h 19 min 1 s | 27 avril 2008 | Mérano   |